# 요세프 도브로프스키

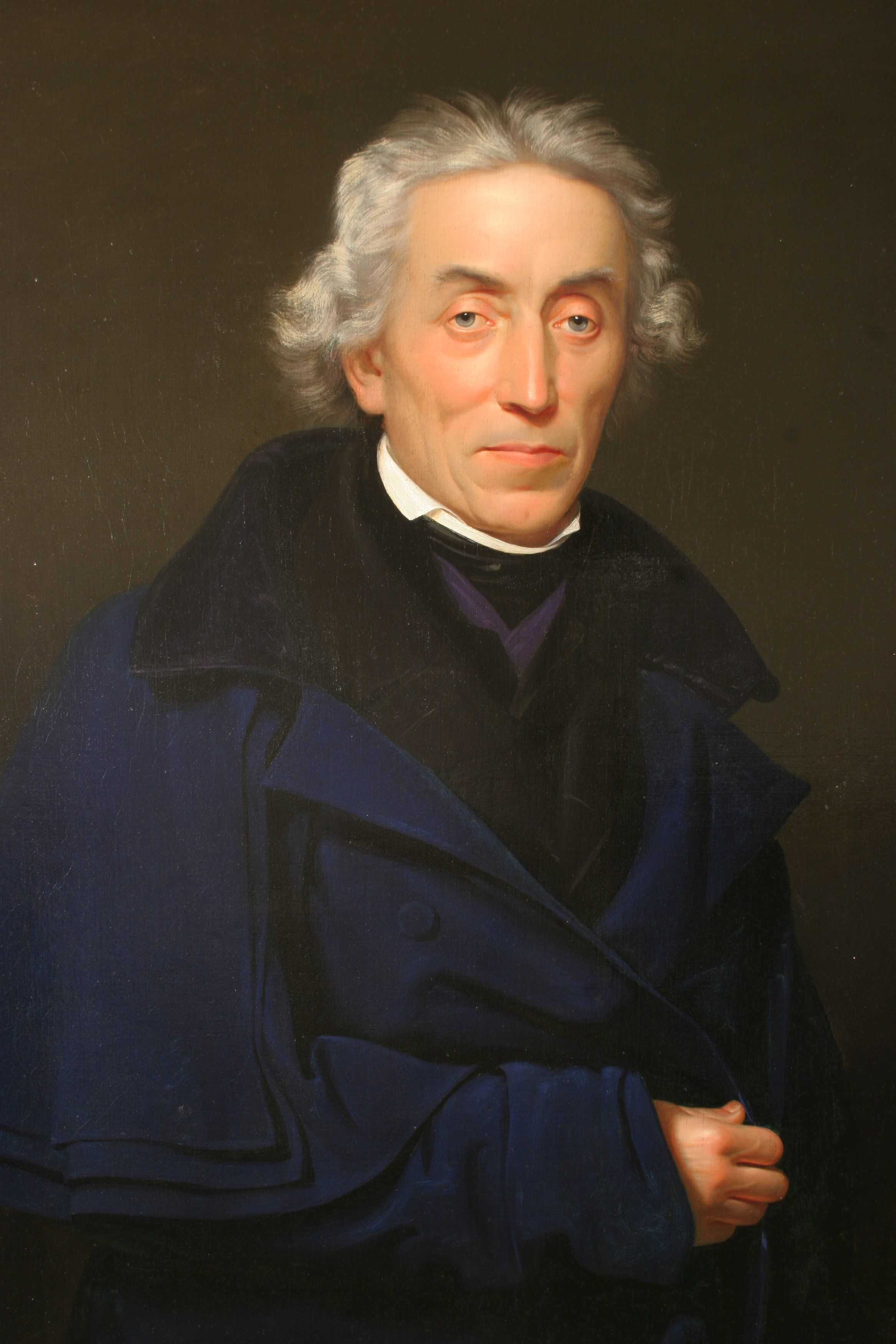
Josef Dobrovský

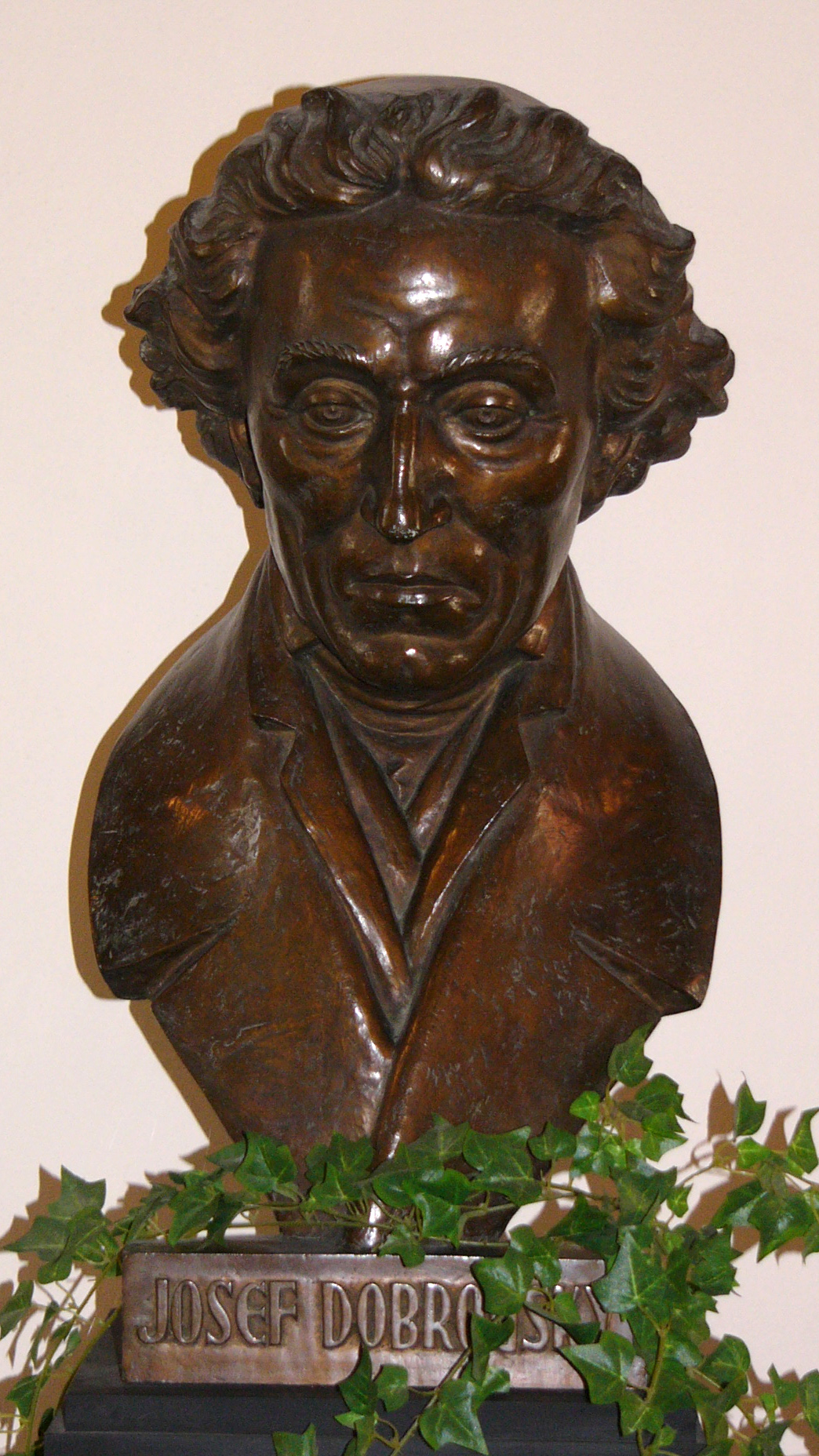

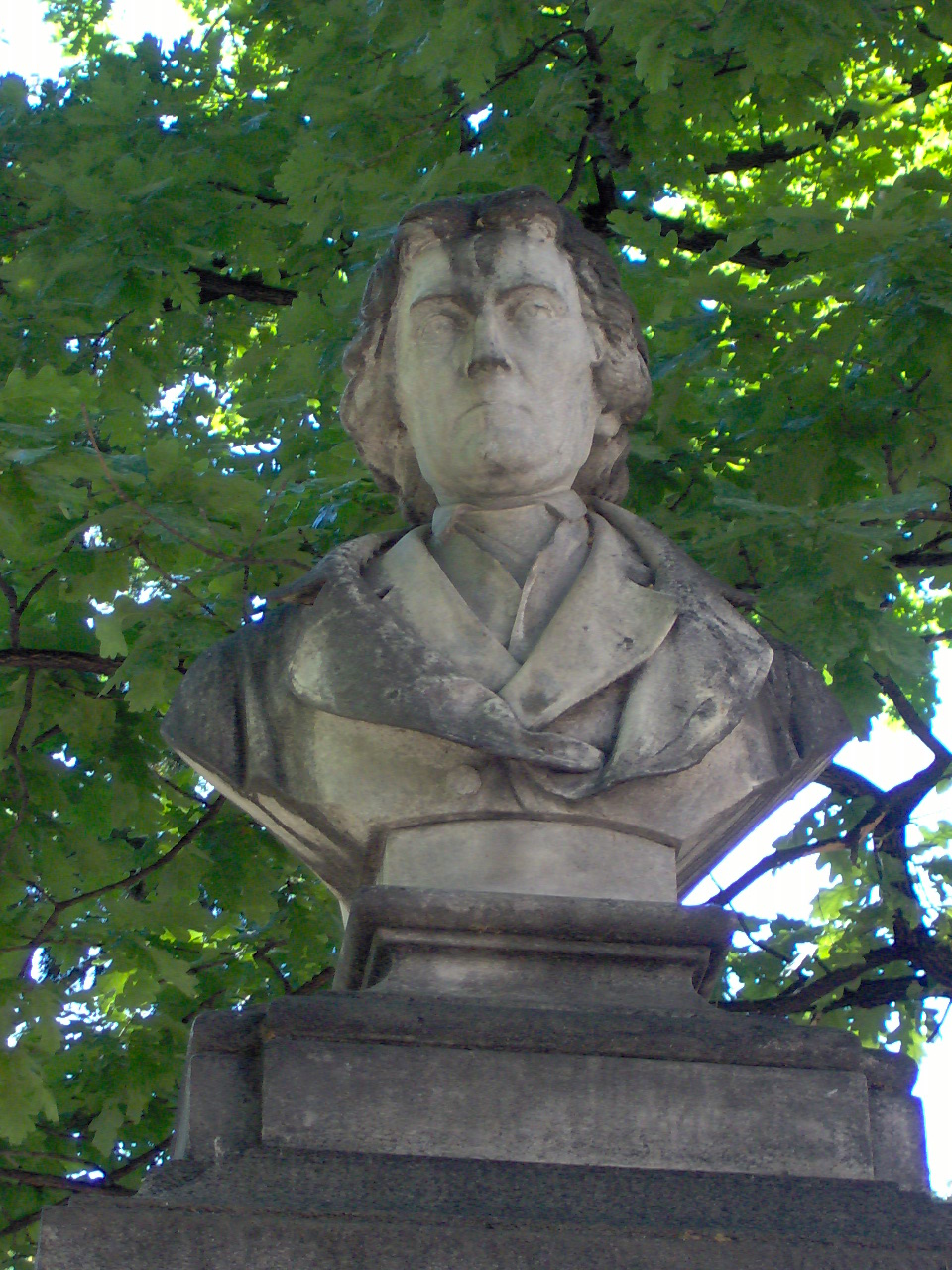

요세프 도브로프스키(체코어: Josef Dobrovský, 1753년 8월 17일 데르메트 - 1829년 1월 6일 브르노)는 체코어 작가이자 언어학자, 철학자, 역사가이다. 민족부흥기 1세대의 대표 인물로 알려져 있다. 슬라브학의 창시자이며 체코 학문의 아버지로 숭상받는 인물이다. 1784년에 설립된 체코 학술원과 1787년에 명칭을 변경한 체코 왕립 학술원의 국제적 위상을 높였다.슬라브 언어학의 창시자로서 슬라브 민족의 밝은 앞날을 예견하였다. 최초의 본격적인 체코 어문학사를 저술하였고 체코어 문법을 편찬하여 체코 어와 슬라브어의 학문적 연구에 크게 공헌하였다.
헝가리의 죄르와 가까운 제르메트에서 태어났다. 아버지 야쿠프 도우브라프스키(Jakub Doubravský)는 군인이었다.